# 佐藤有華
佐藤 有華（さとう ゆうか）は、宮城県仙台市出身のシンガーソングライター。
幼い頃からピアノを習いはじめその後、音楽の道を志し洗足学園音楽大学ジャズコースへ進学、ジャズピアノを学ぶ。学生時代はOscar Peterson、Bill Evans、Jeo Sample、FourPlay、上原ひろみに影響を受けピアニストとして活動を始める。在学中より独学で弾き語りを始め、2015年シンガーソングライターとして1stアルバム「Avanti」をセルフプロデュースで発売。ジャズとポップスを融合させた世界観に好評を得る。 Norah Jones、Carpenters、松任谷由実、玉置浩二、中島美嘉などから影響を受け、オリジナルの他、カバー曲のレパートリーも多く歌っている。 全国各地での公演の他、作家として楽曲提供も行う。

## 来歴
- 1990年頃 - ピアノ講師の母親の影響でピアノを学び始める
- 1993年 - 桐朋学園大学の分室に通いクラシックピアノの基礎を学ぶ。この頃には絶対音感を身につける。
- 2006年 - 洗足学園音楽大学に入学しジャズに傾倒するようになる。ユキ・アリマサに師事し、ポピュラーミュージックの基礎となるコード理論やアドリブ奏法を身につける。
- 2008年 - 中村誠一らとニューヨークにわたり、本場のジャズクラブを巡って修行。
- 2010年 - 自身の「佐藤有華ピアノ教室」を開講して若手育成に着手
- 2011年 - 大学卒業後ピアノ弾き語りを始め、その柔らかな歌声に好評を得る。
- 2015年 - 自身初となるアルバム「Avanti」を発表。オリジナルをはじめとするアレンジナンバーなど、独自の世界観で聴く者を惹きつける。
- 2021年 - 全世界に向けストリーミングによる音楽配信を開始。
- 2022年 - JZ Brat Sound of Tokyo にて2ndアルバム「HIKARI」リリースライブを開催。

## ディスコグラフィ

### シングル
1. 南の島へ届くように（____年_月）
2. 世界の片隅で（____年_月）
3. ただいま（____年_月）
4. 今すぐ抱きしめたい（____年_月）
5. Strawberry Phrase（____年_月）

### アルバム
1. Avanti（____年_月）
2. HIKARI（____年_月）

## 出演

### テレビ番組
＿＿＿＿＿＿＿＿＿＿＿＿＿＿＿＿

### ラジオ
＿＿＿＿＿＿＿＿＿＿＿＿＿＿＿＿